# 蟾宮大廈

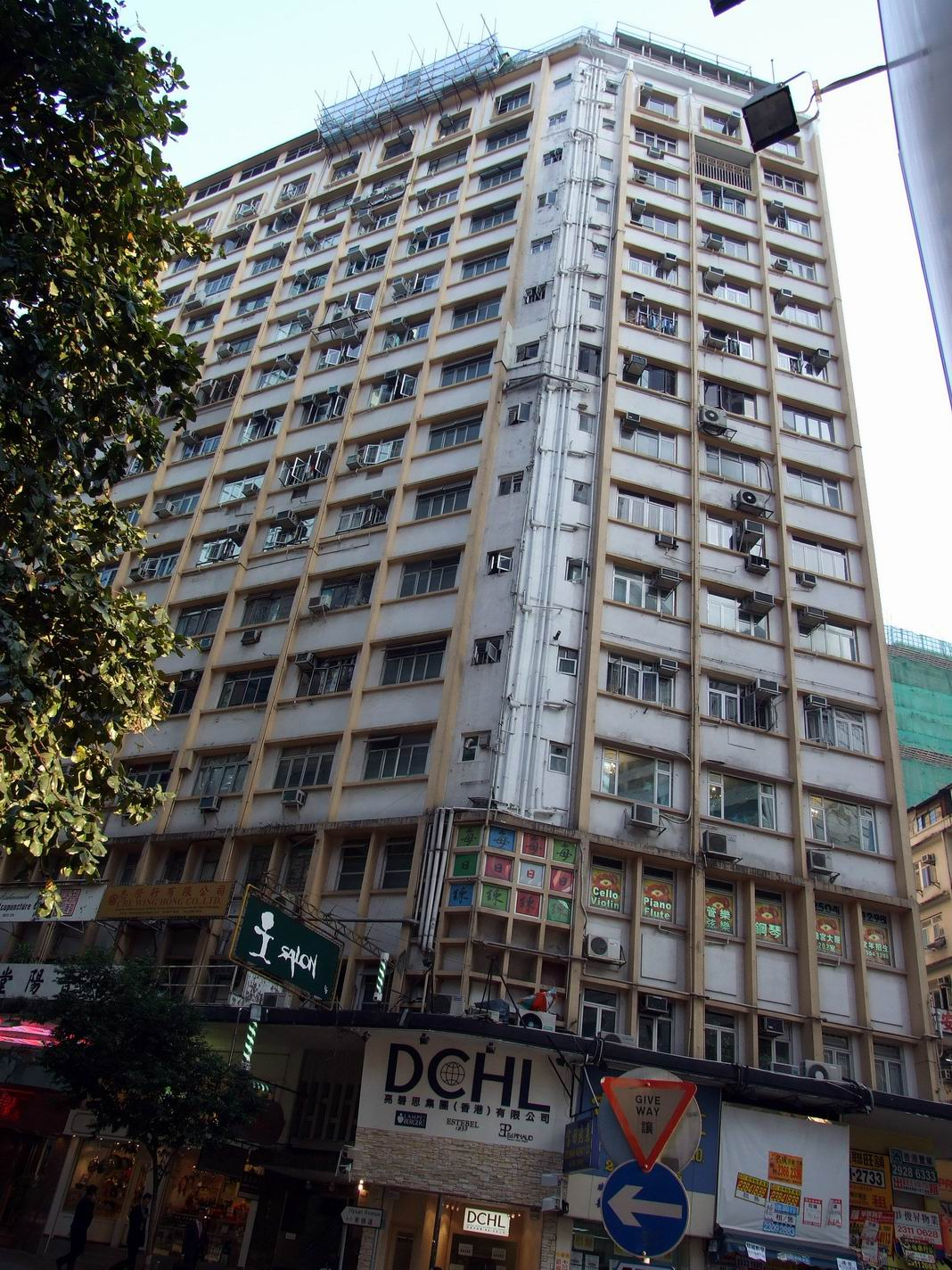
蟾宮大廈外貌

蟾宮大廈（英語：Empire Court），是香港一座單幢式商住大廈，位於香港島銅鑼灣利園山希慎道2至4號。大廈於1958年落成，樓高17層，取代當時中環的中國銀行大廈成為香港最高的建築物，直至1962年中環的恆生大廈落成。

## 歷史
蟾宮大廈由香港著名商人霍英東旗下立信置業興建，以130萬港元從利希慎家族購入地皮，並首創賣樓花及分層分單位發售的銷售手法，奠定香港地產發展商其後賣樓花的基礎。
當樓花開售時，地下是舖位，二樓當寫字樓，其它各層是住宅，但坊間盛傳霍英東因從事走私生意，即將被香港政府遞解出境，令已買樓花的業主一度恐慌，霍英東的立信置業不得不在報紙上刊登「重要啟事」，指「近有無恥之徒散播讕言」。
據霍英東說：「蟾宮大廈，包括建築費在內，總投資約200萬港元，但其實我們只動用地價一成的資金10.3萬港元，其餘的費用全靠賣樓花，用買家的錢來交地價、蓋樓。樓價好像是每英呎80港元，我們賺了100多萬港元。」在短短一年多時間裡，霍英東就賺到1000萬港元以上。其中他動用的本錢不足100萬港元。

## 圖片

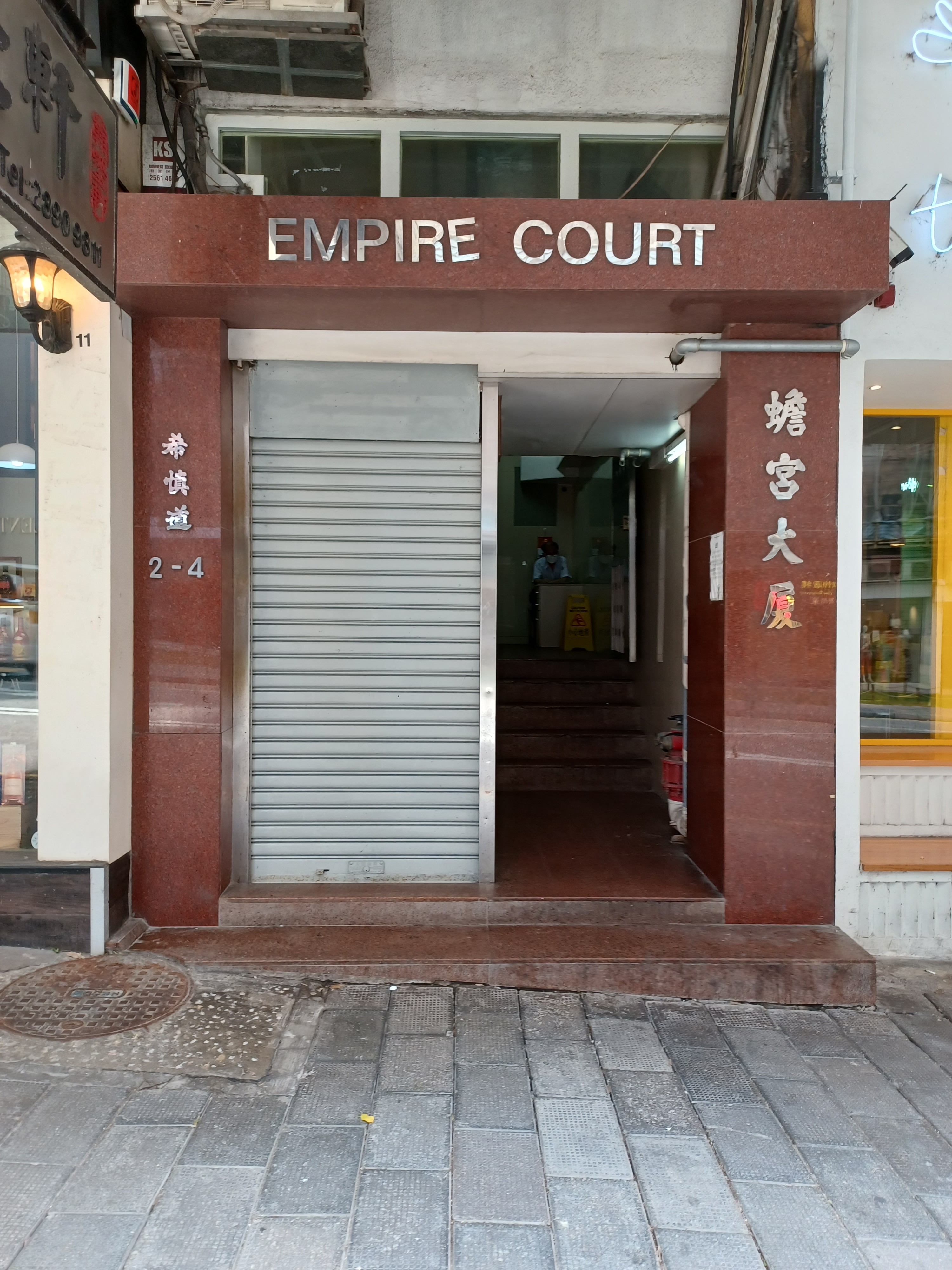
希慎道2號蟾宮大廈入口
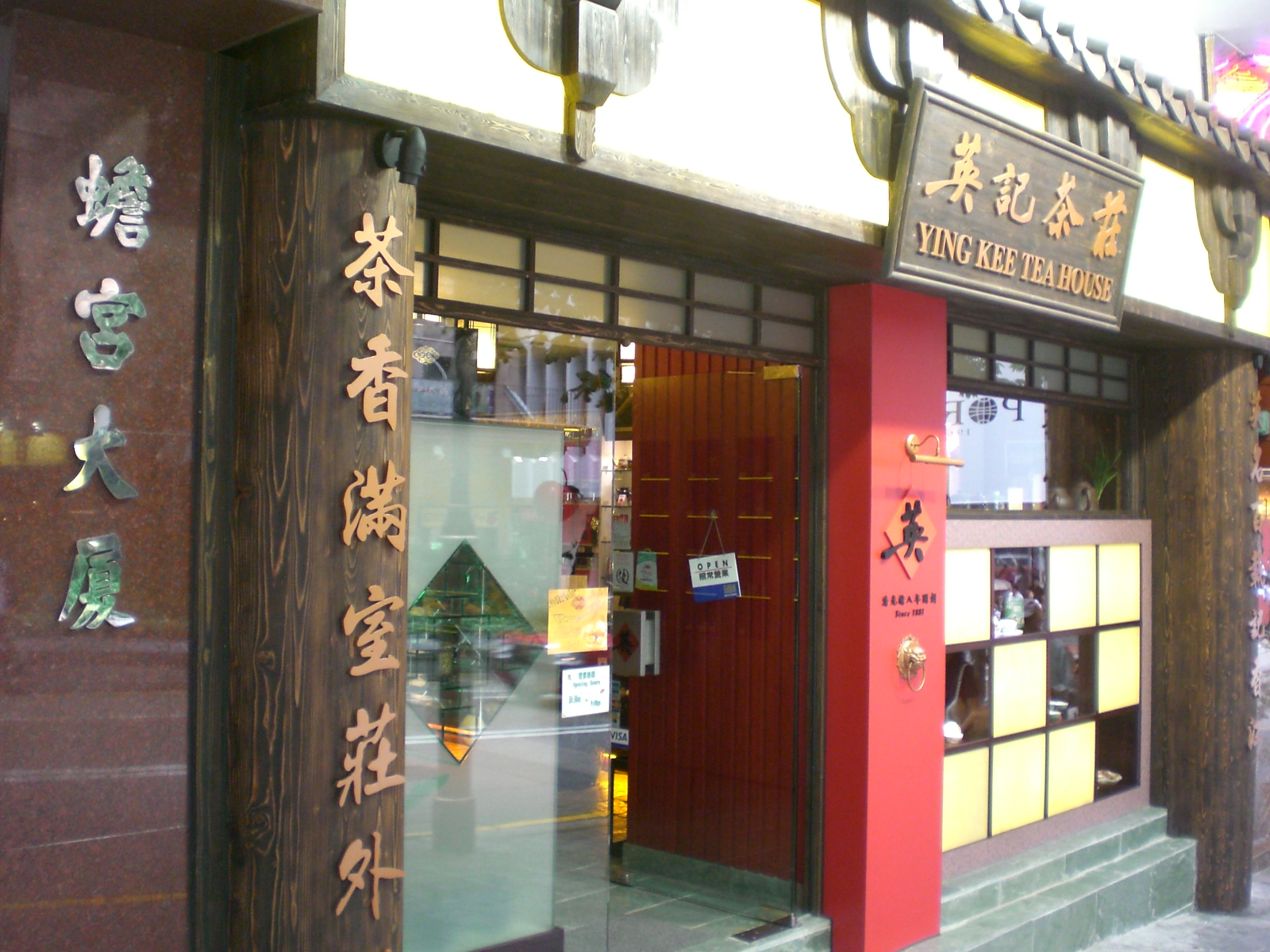
位於地鋪的英記茶莊
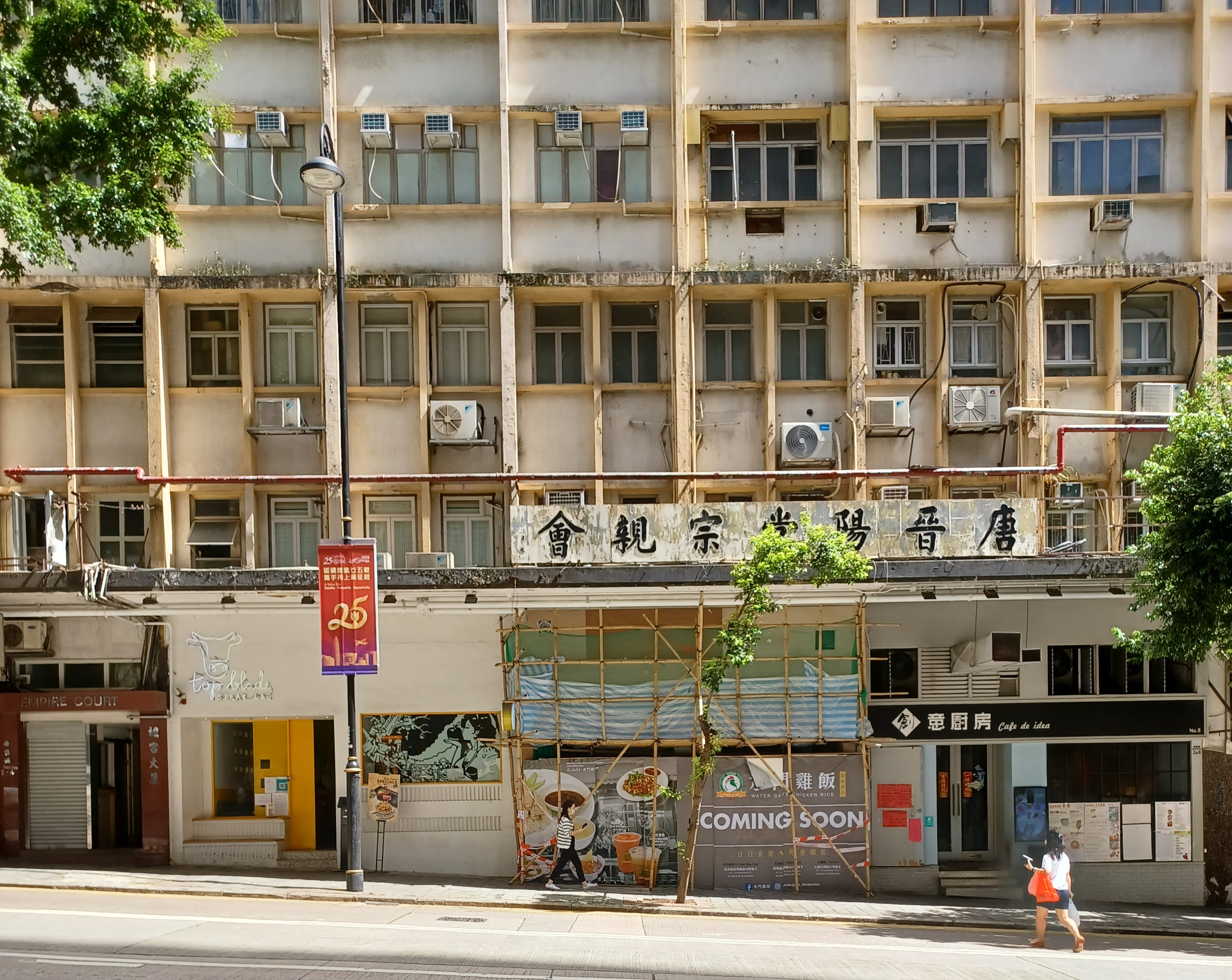
蟾宮大廈外觀（2022年）

## 外部連結
- 香港大學圖書館：「蟾宮大廈」售樓說明書 （页面存档备份，存于）